# 수란
수란(水卵)은 달걀을 깨뜨려 수란짜에 담고 끓는 물에 넣어 흰자만 익힌 음식이다.

## 같이 보기
- 삶은 달걀
- 에그 컵
- 물수란